# 多朗日
多朗日（法語：Doranges，法語發音：[dɔʁɑ̃ʒ]）是法国多姆山省的一个市镇，属于昂贝尔区。

## 地理
多朗日（45°24'25"N, 3°36'57"E）面积19.43 平方千米，位于法国奥弗涅-罗讷-阿尔卑斯大区多姆山省，该省份为法国中南部省份，北起阿列省接壤，东临卢瓦尔省，南至上盧瓦爾省和康塔爾省，西接科雷兹省和克勒兹省。
与多朗日接壤的市镇（或旧市镇、城区）包括：杜隆河畔拉瓦勒、圣韦尔、法耶-罗奈、诺瓦塞勒、圣阿利尔达尔朗、圣博内堡、圣索沃尔拉萨涅。

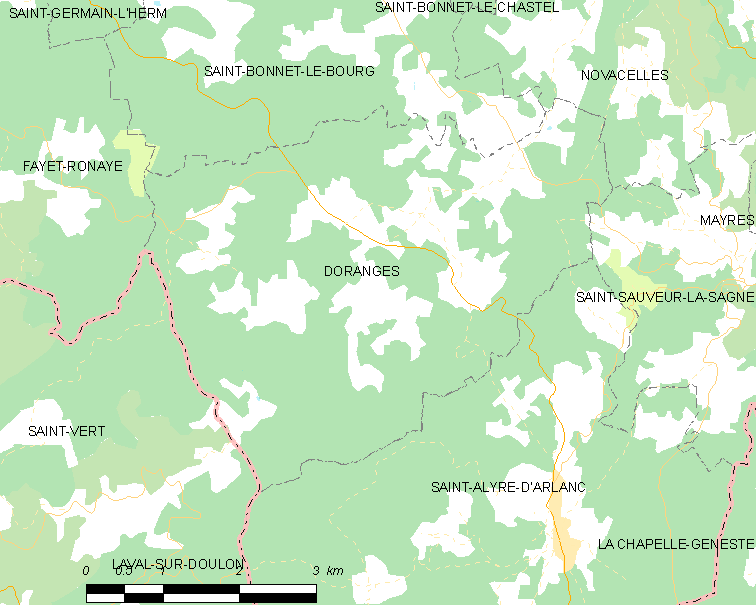
多朗日的OSM定位图

多朗日的时区为UTC+01:00、UTC+02:00（夏令时）。

## 行政
多朗日的邮政编码为63220，INSEE市镇编码为63137。

## 政治
多朗日所属的省级选区为昂贝尔县。

## 人口

1962-2008年间多朗日人口变化图示

多朗日于2022年1月1日时的人口数量为172人。